# Wittisheim
Wittisheim es una comuna francesa situada en la circunscripción administrativa de Bajo Rin y, desde el 1 de enero de 2021, en el territorio de la Colectividad Europea de Alsacia, en la región de Gran Este.
Forma parte de la región histórica y cultural de Alsacia.

## Demografía
| 1521 | 1703 | 1705 | 1660 | 1631 | 1822 | 2058 |
| Para los censos de 1962 a 1999 la población legal corresponde a la población sin duplicidades (Fuente: INSEE [Consultar]) |      |      |      |      |      |      |